# Alexandra Kubasta
Alexandra Kubasta (* 15. Februar 1986 in Augsburg) ist eine ehemalige deutsche Handballspielerin.

## Karriere
Alexandra Kubasta begann als Kind mit dem Handball bei der TSG Augsburg 85, mit der sie zweimal bayerischer B-Jugend-Meister wurde. Über den TSV Haunstetten Augsburg und die HG Quelle Fürth kam sie zum 1. FC Nürnberg, für den sie ab 2007 in der Handball-Bundesliga auflief. Sie spielte für den 1. FCN in der EHF Champions League und gewann mit den Nürnbergerinnen 2008 die deutsche Meisterschaft. Nachdem ihr Vertrag in Nürnberg aufgrund finanzieller Probleme des Vereins nicht verlängert wurde, schloss sie sich zur Saison 2008/09 dem Zweitligisten TuS Metzingen an. Mit den TuSsies stieg die 1,71 Meter große Rückraumspielerin, die auch auf Rechtsaußen spielte, 2012 in die 1. Liga auf. Nach der Saison 2015/16 beendete sie ihre Bundesligakarriere.